# Pai dos povos
A alcunha Pai dos povos foi utilizada na Rússia czarista e posteriormente na URSS com fins de culto de personalidade e propaganda. Com efeito, ela foi então urtilizada para designar os czares do Império Russo, bem como para designar Stalin na União Soviética. 

## História
Em Russo, os termos "pequeno pai" e "pai" são bem diferentes. O diminutivo afetuoso "pequeno pai" era utilizado em relação aos czares, que foram apelidados de czar-pequeno-pai (царь-батюшка), literalmente derivado de "meu pai" ou "pequeno pai" (батюшка), alcunha dos papas. Por outro lado, Pedro I da Rússia teve o título de Pai da Nação (отец отечества) concedido em 1721 pelo Senado da Rússia. O termo familiar "pequeno" (em "pequeno pai dos povos") foi utilizado notadamente pelo último czar, Nicolau II. 
Em seguida, o termo foi aplicado a Josef Stálin, líder soviético. Em nome da exatidão, convém-se evitar o diminutivo "pequeno", que encontramos em traduções errôneas. Tal erro levaria a aparência de que se conferiria a Stálin um caráter carinhoso, enquanto que essa não é a intenção inicial do título em ruso. Seu verdadeiro cognome dado pelos russos é o de grande guia dos povos (великий вождь народов), ou ainda pai dos povos (отец народов) ou pai das nações, sem o adjetivo "pequeno". 